# 2-й Медведковский мост
Второй Медведковский мост — автомобильный мост в Москве через реку Яуза. Находится в конце Кольской улицы и в начале Полярной улицы. Соединяет районы Свиблово и Южное Медведково. Построен в 1959 году. Архитектор Ю. Гольцев, инженер С. Залёткин. Назван по бывшему селу Медведково, в районе которого расположен.
Ранее на этом месте (в нескольких метрах западнее) находился старый деревянный мост Медведковского шоссе, подъезды к которому можно найти на берегах реки.